# 兹比格涅夫·斯克鲁德利克
兹比格涅夫·斯克鲁德利克（波蘭語：Zbigniew Skrudlik，1934年5月12日—），波兰男子击剑运动员。他曾代表波兰参加1964年和1968年夏季奥林匹克运动会击剑比赛，获得一枚银牌和一枚铜牌。